# Eduard Wrobel
Eduard Wrobel (* 16. Juli 1851 in Lonkorsz im Landkreis Neumark/Westpreußen; † 18. März 1931 in Rostock) war Gymnasialdirektor in Rostock und Mathematiker.

## Leben und Wirken
Nach dem Abitur in Culm (heute Chełmno in Polen) im Oktober 1868 begann Wrobel im Wintersemester 1868 Mathematik an der Universität Greifswald zu studieren. Dort wurde er 1870 Mitglied der Greifswalder Burschenschaft Rugia.  Nach der Teilnahme am Feldzug gegen Frankreich 1870/71 besuchte er wieder Vorlesungen in Greifswald und wurde dort im Februar 1871 mit dem Thema Ueber eine Bewegung eines materiellen Punktes auf einer Kugeloberfläche bei Lazarus Fuchs promoviert. Seine Lehramtsprüfung bestand er an der gleichen Universität im Januar 1873. Spätere Ausbildungsstationen waren Marburg und Biedenkopf. Ab 9. April 1874 war er als Oberlehrer für Mathematik und Physik in Rostock tätig. Am 10. Oktober 1899 wurde er zum Direktor der Großen Stadtschule in Rostock ernannt und 1902 Direktor des Gymnasiums und Realgymnasiums in Rostock. Zum 1. April 1924 ging er in den Ruhestand und verlebte ihn in Rostock.

## Schriften
- Die Physik in elementar - mathematischer Behandlung, Teil I & II, Rostock, 1879.
- Die Physik in elementar - mathematischer Behandlung, Teil III, Rostock, 1885.
- Leitfaden der Stereometrie, Rostock 1885 (3. Aufl. Rostock 1906).
- Übungsbuch zur Arithmetik und Algebra, I. Teil Rostock 1889, (32. Aufl. Leipzig 1929).
- Übungsbuch zur Arithmetik und Algebra, II. Teil, Rostock 1890 (14. Aufl. Leipzig 1924).
- Ableitung einer Theorie der Kreisfunktionen einer Veränderlichen aus einer Differentialgleichung, 1890.
- Die arithmetischen und geometrischen Verhältnisse und Proportionen, Rostock, 1895.
- Beiträge zur Geschichte der Großen Stadtschule zu Rostock, Rostock, 1901.
- Klassensystem und Schülerfrequenz der Großen Stadtschule zu Rostock von Ostern 1830 bis Ostern 1901, Rostock, 1902.
- Heldenbuch der Großen Stadtschule zu Rostock, Rostock, 1921.
- Neue große Ausgabe des Anhanges zum Übungsbuch der Arithmetik und Algebra, Rostock, 1915 (neu gedruckt Leipzig 1924).